# Strawberry Cake
Strawberry Cake je koncertni album Johnnyja Casha, objavljen 1976. u izdanju Columbia Recordsa. Cash na njemu pripovijeda priču o snimanju svake pjesme te o povijesti Sjedinjenih Država. Album uključuje nekoliko Cashovih poznatih ranih pjesama, kao što su "Big River", "I Still Miss Someone" i "Rock Island Line", kao i nekoliko manje poznatih pjesama, od kojih je neke Cash izveo po prvi put; to su "The Church in the Wildwood", "Lonesome Valley", "Strawberry Cake" i "Navajo". Naslovna pjesma objavljena je kao singl, ali nije postigla značajniji uspjeh na ljestvicama, zauzevši 54. mjesto.
Koncert je održan u London Palladiumu. Kad je June Carter Cash počela pjevati "The Church in the Wildwood", stigla je prijetnja bombom i dvorana je ispražnjena. No, bila je to lažna uzbuna i koncert se nastavio nakon što je zgrada pregledana.

## Popis pjesama
1. "Big River" (Cash) – 3:07
2. Dialogue – 0:39
3. "Doin' My Time" (Jimmie Skinner) – 2:28
4. Dialogue – 0:23
5. "I Still Miss Someone" (Cash/Cash) – 2:55
6. Dialogue – 0:43
7. "I Got Stripes" (Cash/Charlie Williams) – 2:19
8. Dialogue – 0:45
9. Dialogue – 0:38
10. "The Church in the Wildwood" / "Lonesome Valley" (A. P. Carter) – 3:03
11. Dialogue – 1:18
12. "Strawberry Cake" (Cash) – 3:06
13. Dialogue – 0:44
14. "Rock Island Line" (Leadbelly) – 3:25
15. "Navajo" (Cash) – 2:59
16. Dialogue – 1:09
17. "Destination Victoria Station" (Cash) – 2:48
18. "The Fourth Man" (Arthur "Guitar Boogie" Smith) – 2:34

## Izvođači
- Johnny Cash - vokali, akustična gitara
- June Carter Cash - vokali, akustična gitara
- The Carter Family - vokali
- Marshall Grant - bas
- W.S. Holland - bubnjevi
- Bob Wootton - električna gitara
- Jerry Hensley - električna gitara
- Larry McCoy - pianino

## Ljestvice
Album - Američke Billboard ljestvice
| Godina | Ljestvica      | Pozicija |
| ------ | -------------- | -------- |
| 1976.  | Country albumi | 33       |

Singlovi - Američke Billboard ljestvice
| Godina | Singl             | Ljestvica        | Pozicija |
| ------ | ----------------- | ---------------- | -------- |
| 1976.  | "Strawberry Cake" | Country singlovi | 54       |